# Желязкі (Підляське воєводство)
Желязкі (пол. Żelazki) — село в Польщі, у гміні Стависьки Кольненського повіту Підляського воєводства.
Населення — 30 осіб (2011).
У 1975-1998 роках село належало до Ломжинського воєводства.

## Демографія
Демографічна структура станом на 31 березня 2011 року:
|          | Загалом | Допрацездатний вік | Працездатний вік | Постпрацездатний вік |
| -------- | ------- | ------------------ | ---------------- | -------------------- |
| Чоловіки | 10      | 0                  | 9                | 1                    |
| Жінки    | 20      | 4                  | 11               | 5                    |
| Разом    | 30      | 4                  | 20               | 6                    |